# سانت پل د مار
سانت پل د مار (به اسپانیایی: Sant Pol de Mar) یک شهرستان در اسپانیا است که در استان بارسلون واقع شده‌است.

## خصوصیات
سانت پل د مار ۷٫۵۱ کیلومترمربع مساحت و ۵٬۰۷۶ نفر جمعیت دارد و ۱۵ متر بالاتر از سطح دریا واقع شده‌است.